# Isaac Israëls
Isaac Lazarus Israëls (Amsterdã, 3 de fevereiro de 1865 – Haia, 7 de outubro de 1934) foi um pintor holandês. Fazia parte do movimento impressionista de Amsterdã.

## Biografia
Isaac nasceu em Amsterdã, em 1865, filho do também pintor Jozef Israëls, um dos mais respeitados pintores da Escola de Haia e de sua esposa, Aleida Schaap. Desde criança, Isaac começou a demonstrar talento para as artes, em especial pela pintura, especialmente por influência do pai.
Entre 1880 e 1882, estudou na Royal Academy of Art, uma renomada academia de arte em Haia. Lá conheceu George Hendrik Breitner, pintor e fotógrafo holandês, de quem ficou amigo por toda a vida. Em 1881, aos 16 anos, vendeu sua primeira pintura, Bugle Practice, antes mesmo de terminá-la, para o pintor e colecionador de arte, Hendrik Willem Mesdag. Dois retratos feitos no mesmo ano de sua avó e de uma amiga da família, são indícios de sua técnica e arte desde muito cedo.

## Carreira
A partir de 1878, Isaac esteve presente no Salon de Paris, especialmente com seu pai e em 1882 estreou na exposição com o quadro Military Burial. Na exposição de 1885, recebeu menção honrosa por seu quadro Transport of Colonial Soldiers. Viajou muito nessa época, em especial depois do triunfo no Salão de Paris.
No começo de 1886, ele se estabeleceu em Amsterdã e se matriculou na Academia Real de Belas Artes, junto de seu amigo Breitner, para continuar seus estudos. Os dois gradualmente largaram a faculdade de maneira a circular por meios mais progressivos, como os Tachtigers, um movimento de inovadores e influentes artistas que iniciaram um movimento de renovação artístico na Holanda. Inspirado pela filosofia dos Tachtigers, Isaac se tornou o pintor das ruas, dos cafés, dos cabarés e das pessoas comuns de Amsterdã.
Isaac se mudou para Paris em 1904, onde abriu um estúdio na rue Alfred Stevens, número 10, próximo ao Montmartre, reduto da boemia e dos artistas tanto da França quanto do resto da Europa. Seu estúdio era perto do estúdio de Henri de Toulouse-Lautrec, cujo trabalho Isaac admirava.
Com a eclosão da Primeira Guerra Mundial, ele se mudou para Londres, onde encontrou novas inspirações para pintura, como bailarinas e lutadores de boxe. Voltou para a Holanda durante a guerra, alternando sua residência em Haia e Amsterdã, produzindo principalmente retratos neste período. Uma de suas retratadas era Margaretha Gertruida Zelle, melhor conhecida como Mata Hari. Outras foram Johanna van Gogh-Bonger e a médica holandesa e ativista do sufrágio feminino, Aletta Jacobs.
Passou o período entre 1921 e 1922 viajando pela Índia, pintando, desenhando e retratando a vida vibrante e colorida do Sudeste Asiático. Ao retornar para a Europa, se estabeleceu em Haia, na casa dos pais, já falecidos, onde morou o resto da vida, com viagens esporádicas pelas capitais mais agitadas culturalmente.
Aos 63 anos ganhou a Medalha de Ouro nos Jogos Olímpicos de Verão de 1928 com seu quadro Red Rider, quando a pintura era considerada um esporte olímpico.

## Morte
Isaac morreu em Haia em 7 de outubro de 1934, aos 69 anos, em decorrências de lesões causadas por um acidente alguns dias antes. Deixou a esposa, Sophie de Vries.

## Galeria

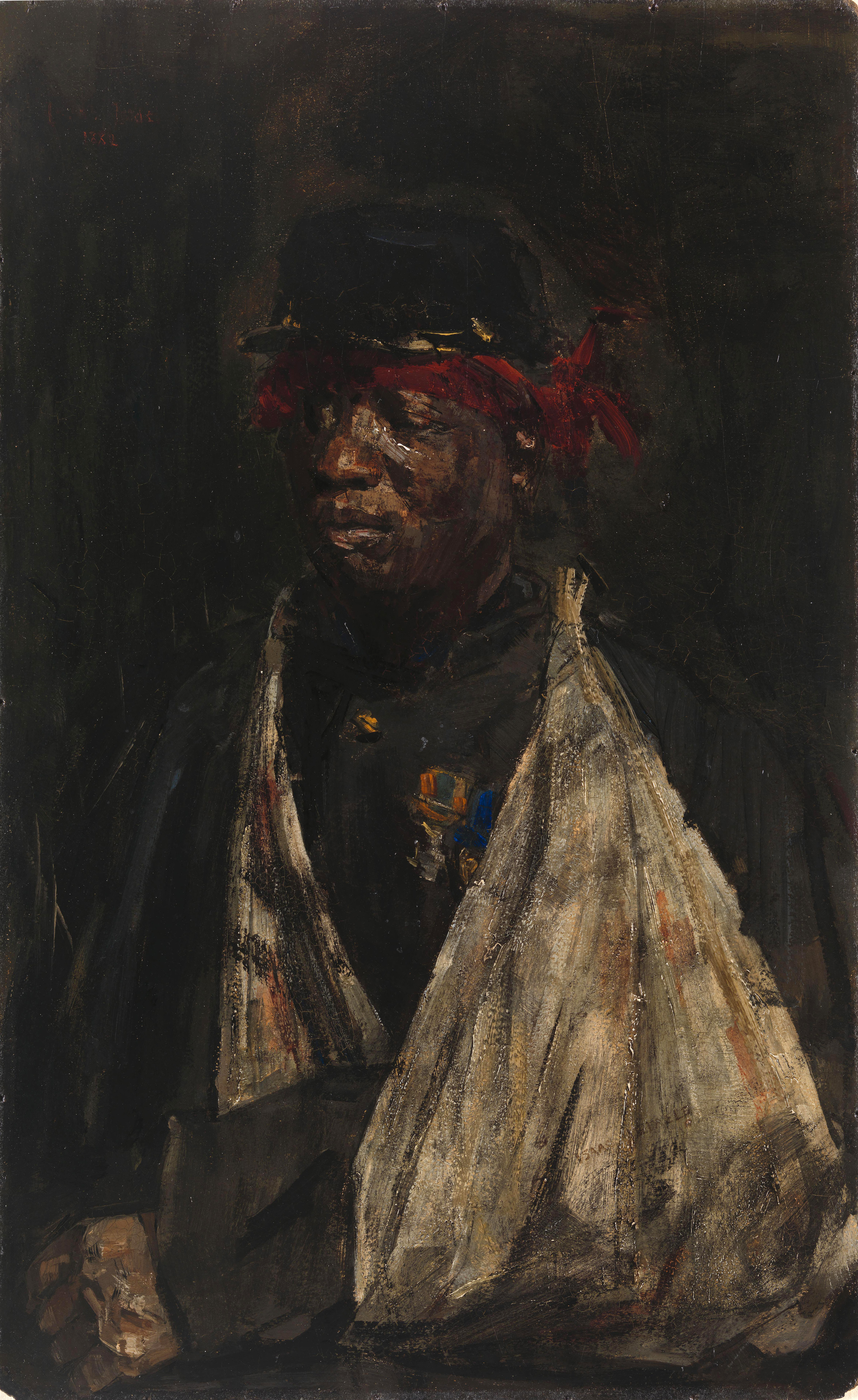
Portret van de gewonde KNIL-militair Kees Pop, óleo sobre tela, cerca de 1882
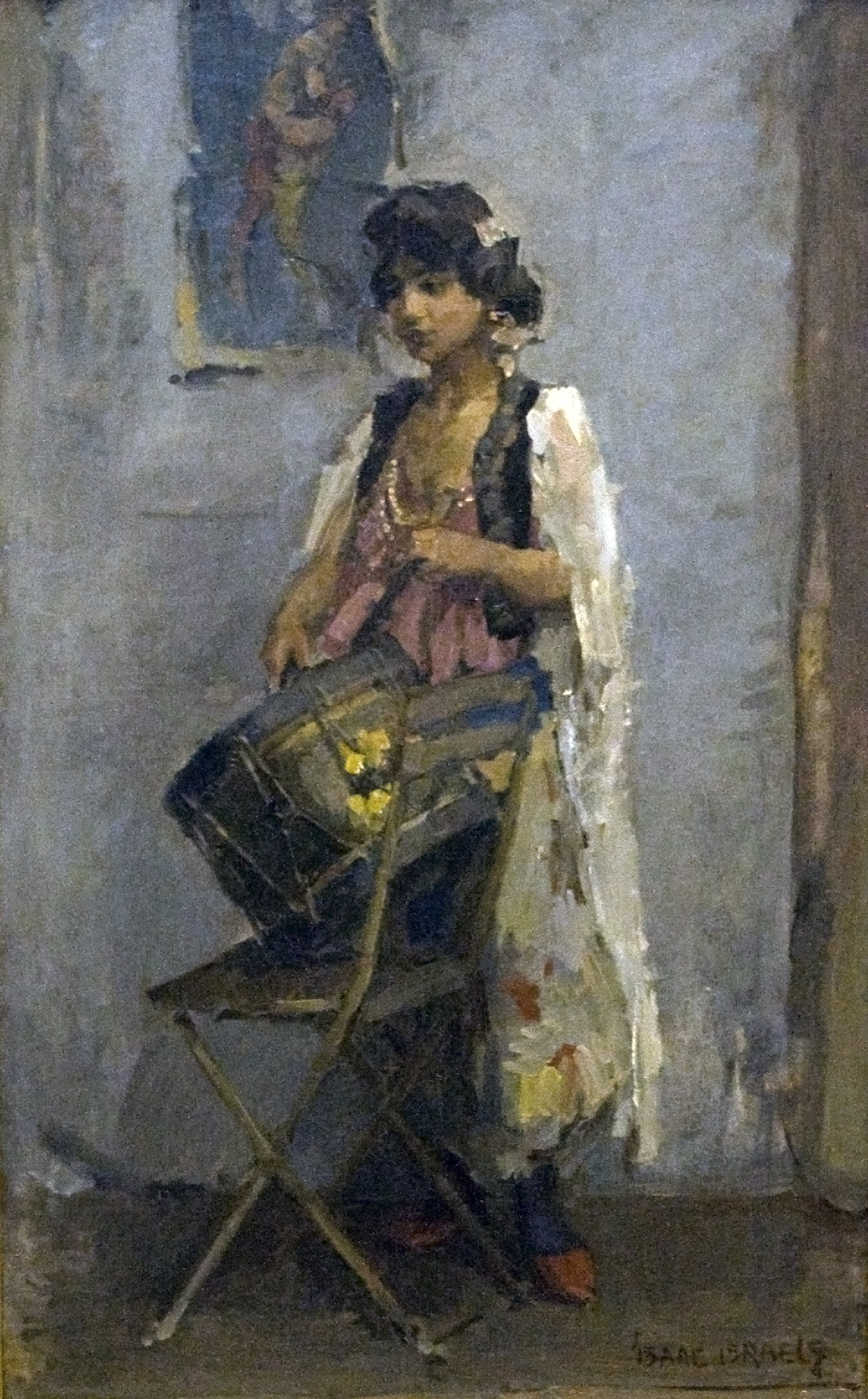
Magyar: Doboslány, óleo sobre tela, cerca de 1908
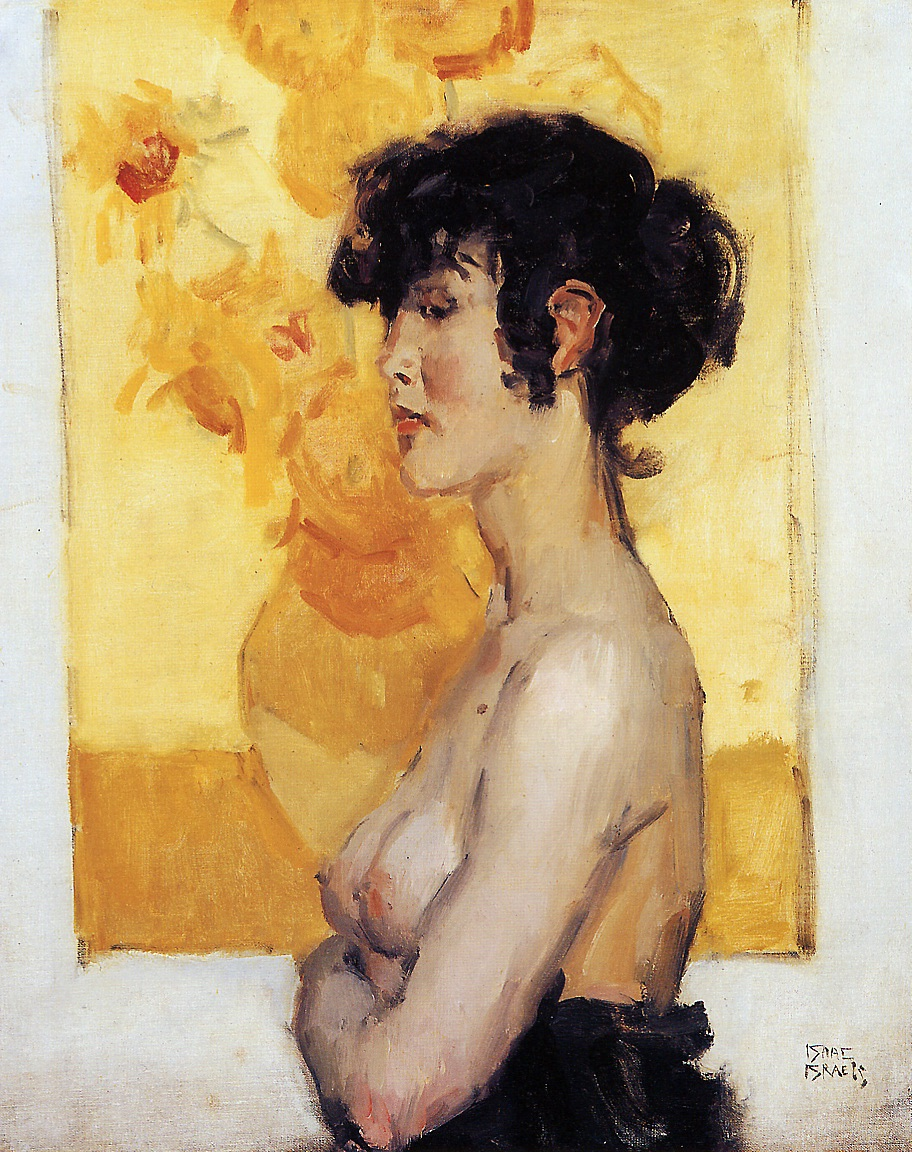
Femme devant "Les Tournesols" de van Gogh, óleo sobre tela, cerca de 1917
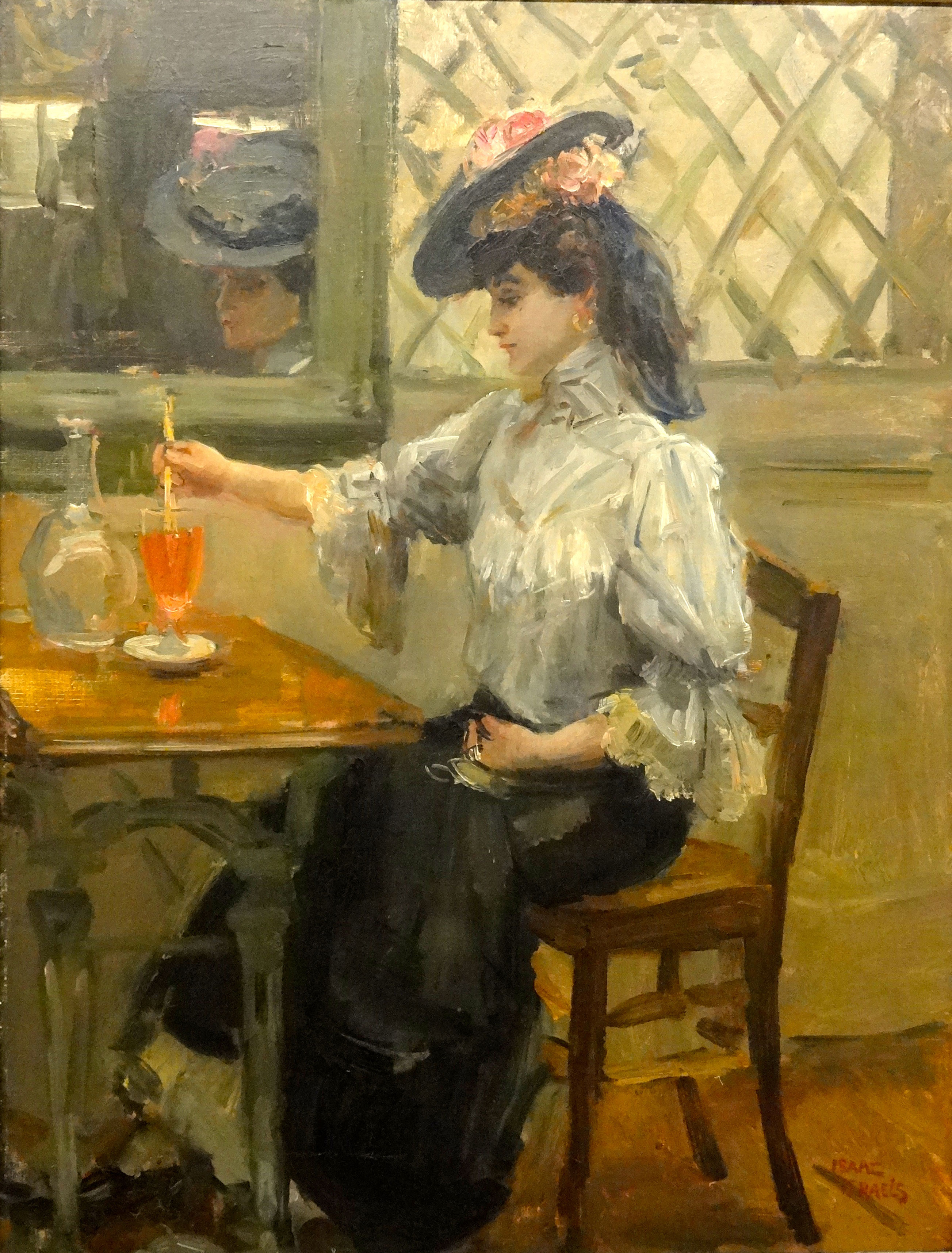
In het café, schilderij in Museum Gouda, bruikleen Stedelijk Museum Schiedam, óleo sobre tela, cerca de 1904
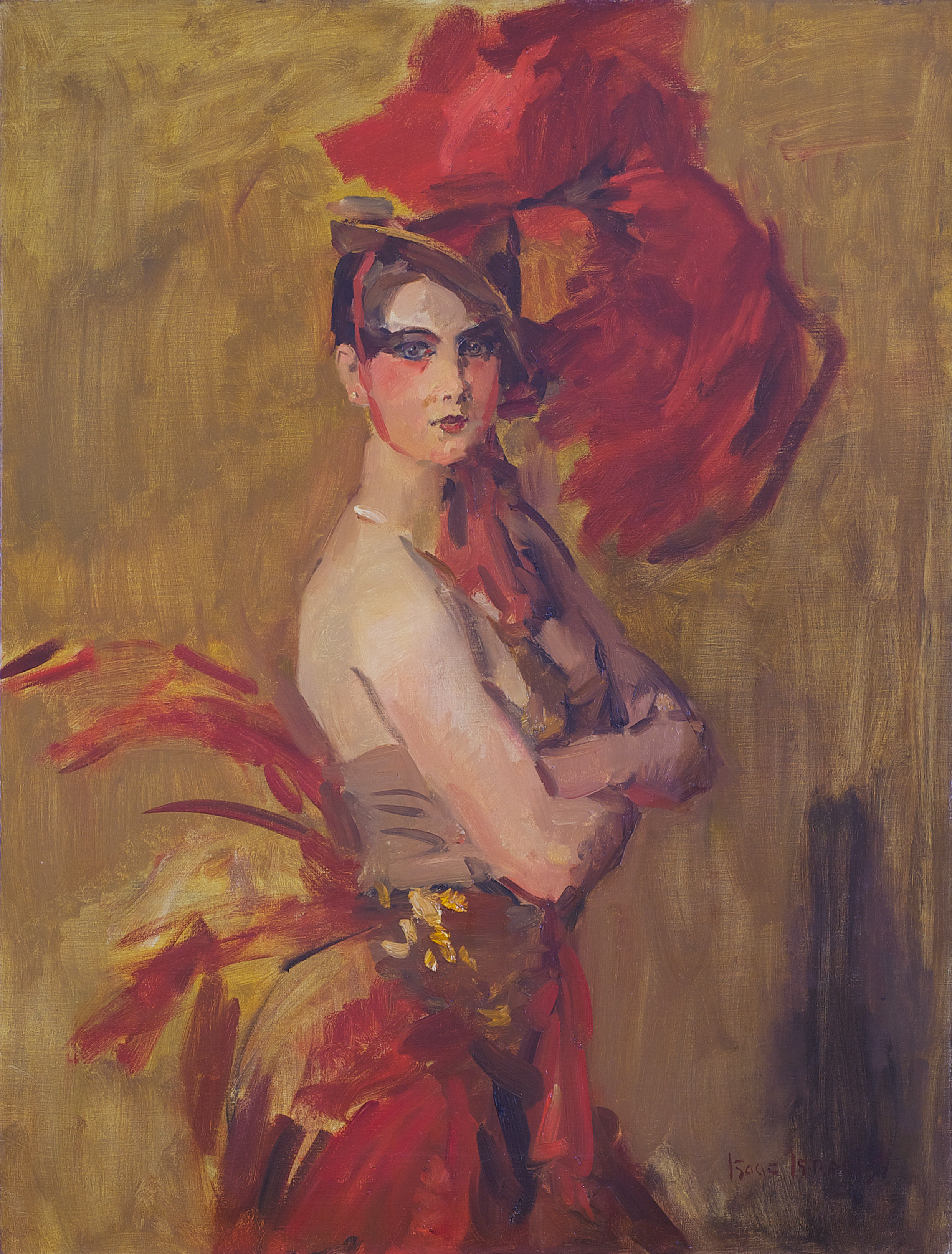
Show-girl (La Cocotte) at Scala Theatre, The Hague, óleo sobre tela, entre 1920 e 1934